# Zamek Fiľakovo

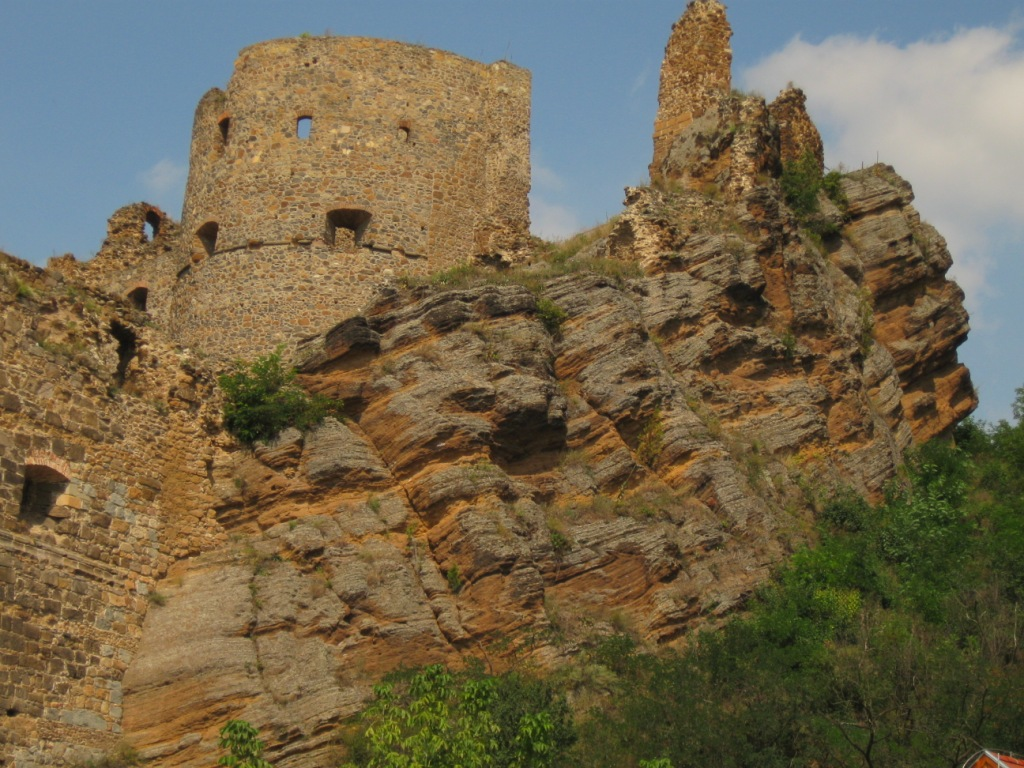
Widok na ruiny i fragment wału tufowego

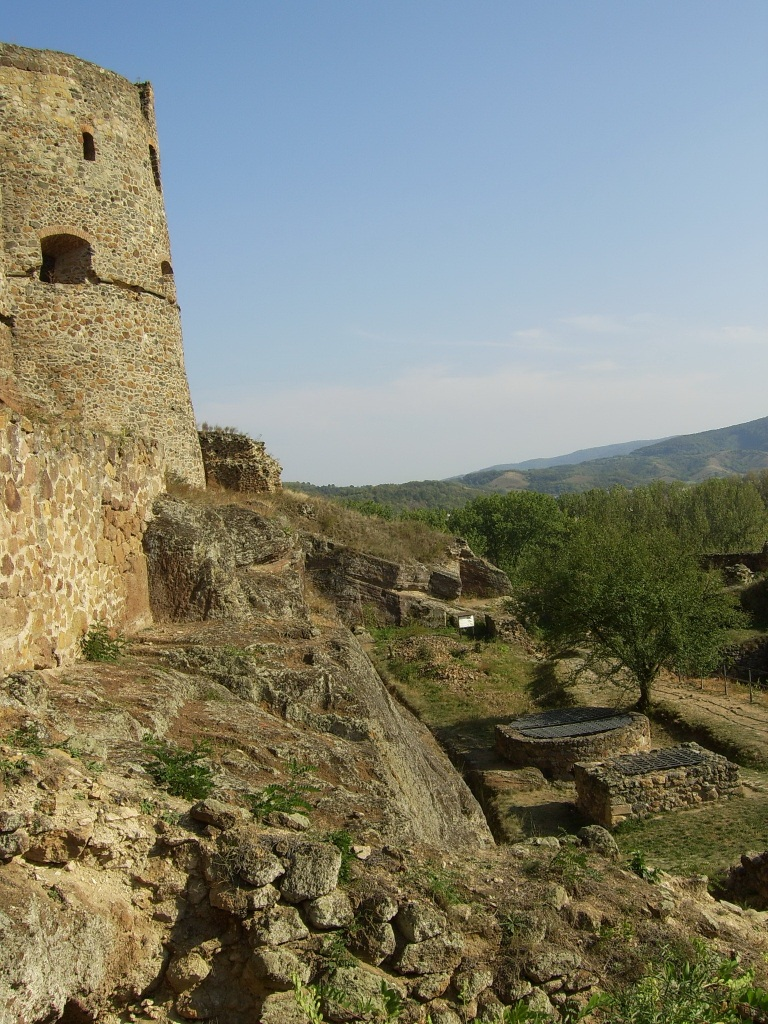
Widok na zamek średni: Baszta Zegarowa i studnia

Zamek Fiľakovo (słow. Fiľakovský hrad, węg. A Füleki vár) – średniowieczny zamek położony w mieście Fiľakovo, w południowej Słowacji, na obszarze Cerovej vrchoviny.

## Historia Zamku
Pierwsza pisemna wzmianka o zamku pochodzi z połowy XIII wieku, ale drewniana budowla w tym miejscu istniała już w wieku XII. W XIV w. wspomina się o warowni jako o majątku królewskim. W 1483 roku zdobyły zamek wojska Macieja Korwina. W XVI w. zamek został przebudowany w renesansową fortecę. Powstały m.in. dwie pięcioboczne baszty (zachodnia nazywana jest basztą Bebekovą – na pamiątkę Františka Bebeka, który był właścicielem zamku w XVI w.), fosa oraz mur obronny. Za materiał budowlany służył lokalny kamień, głównie tufy wulkaniczne i bazalty.
W czasach świetności zamek był jednym z największych i najważniejszych w regionie. Stanowił element linii obronnej przeciwko Turkom. Niestety w roku 1554 wojskom tureckim udało się go zdobyć i utrzymać przez prawie 40 lat. W tym czasie stanowił siedzibę tzw. fiľakovského sandżaku (turecki obszar administracyjny). W XVII w. poszczególne części zamku były sukcesywnie odbudowywane i modyfikowane (m.in. po pożarze w 1615 r.). W roku 1682, po najeździe wojsk Thököly'ego wspomaganych przez wojsko tureckie, zamek spłonął. Od tego czasu pozostaje w ruinie. 16 września 1682 r. pod murami fiľakovskiego zamku Thököly został koronowany na króla Górnych Węgier. Budziński pasza Uzun Ibrahim w obecności ok. 6 tysięcy przedstawicieli stanu szlacheckiego wręczył mu insygnia władzy królewskiej.
Od roku 1972 na zamku prowadzone są prace konserwatorskie. Zrekonstruowana jest m.in. Bebekova baszta, w której obecnie znajduje się ekspozycja muzealna.
Po terenie ruin prowadzi ścieżka dydaktyczna, która pozwala zapoznać się z historią zamku oraz z geologią wzgórza zamkowego. Zamek położony jest w granicach Geoparku Novohrad-Nógrád.

## Geologia wzgórza zamkowego
Zamek zbudowano na pozostałościach po wale tufowym, stanowiącym fragment maaru. Wał zbudowany jest z warstw, w których skład wchodzą tufy z bombami bazaltowymi i spieczonymi fragmentami piaskowców (z podłoża maaru), a także brekcje tufowe. Miejscami utwory są zdeformowane - widoczne są niewielkie uskoki oraz tzw. struktury spływowe, spowodowane ruchami sejsmicznymi lub spływem niestabilnego materiału pod wpływem grawitacji. W okolicy znajduje się jeszcze kilka miejsc, gdzie zobaczyć można pozostałości po maarach. Plejstoceńskie erupcje, które doprowadziły do powstania maarów, stanowiły ostatni przejaw aktywności wulkanicznej w południowej Słowacji.